# Ripretinib
Le riprétinib est une molécule, de type inhibiteur de tyrosine kinase, utilisée dans le traitement de certains cancers. Il est vendu sous la marque Qinlock.

## Usage médical
C'est un médicament utilisé pour traiter les tumeurs stromales gastro-intestinales. Il est utilisé dans les cas qui ont échoué à au moins 3 autres traitements. Ce médicament se prend par voie orale.

## Effets secondaires
Les effets secondaires de ce médicament comprennent la perte de cheveux, la fatigue, les nausées, les douleurs abdominales, la constipation, les douleurs musculaires, la diarrhée et une éruption cutanée sur les paumes et les plantes connue sous le nom de syndrome d'érythrodysesthésie palmo-plantaire. D'autres effets secondaires peuvent inclure le cancer de la peau et une mauvaise cicatrisation des plaies. L'utilisation de ce médicament pendant la grossesse peut nuire au fœtus.

## Histoire
Le médicament a été approuvé pour un usage médical en Australie et aux États-Unis en 2020,. Aux États-Unis, cela coûte environ 35 000 dollars américains par mois à partir de 2021. Depuis 2021, l’approbation est en attente en Europe.